# Delphinium ajacis
Espèce
Classification phylogénétique
Delphinium ajacis ou dauphinelle cultivée est une espèce de plantes annuelles de la famille des Renonculacées, originaire d'Eurasie. Elle est cultivée dans les jardins comme plante ornementale.

## Taxinomie
L'espèce a été décrite par le naturaliste suédois Carl von Linné en 1753 sous le basionyme Delphinium ajacis  puis reclassée par le botaniste Philipp Johann Ferdinand Schur (1799-1878) en 1853 dans le genre Consolida. En 2011, grâce à une étude phylogénétique, Florian Jabbour et Susanne S. Renner montrent que le genre Consolida doit être regroupé au genre Delphinium. Selon le principe de priorité, cette espèce retrouve le nom que lui avait donné Linné.

### Synonymie
Basionyme
- Delphinium ajacis L.

Homotypique
- Ceratosanthus ajacis (L.) Schur [4]
- Consolida ajacis (L.) Schrödinger[5]
- Consolida ajacis (L.) Nieuwl[6].
- Delphinium simplexSalisb[7].

Heterotypique
- Consolida baluchistana Qureshi & Chaudhri[8]
- Consolida gayana (Wilmott) M.Laínz[9]
- Delphinium ajacis f. albaR.H.Cheney [10]
- Delphinium ajacis var. brevipes Rouy & Foucaud [11]
- Delphinium ambiguum Mill[12].
- Delphinium gayanum Wilmott[13]

### Nom vernaculaire
- Dauphinelle cultivée. Elle est connue aussi sous les noms de dauphinelle d'Ajax, dauphinelle des jardins, pied d'alouette sauvage ou éperon de chevalier.

## Description
Consolida ajacis est une plante annuelle, de 40 à 90 cm de hauteur, robuste, peu rameuse, à rameaux dressés.
Les feuilles sont multifides, à lanières linéaires, de 2 cm × 1 mm.
L'inflorescence est un racème de racèmes de fleurs bleues parfois blanches ou roses. Le pédicelle ascendant, de 1–3 cm, porte des bractées aussi longues que lui. Chaque fleur, à symétrie bilatérale (zygomorphe), comporte :
- 5 sépales pétaloïdes, bleus (ou blanc ou roses), avec le pétale supérieur formant un éperon de 12–20 mm, égalant la fleur
- 2 pétales soudés entre eux, éperonnés, portant des nectaires
- de nombreuses étamines avec la base du filet aplatie
- 1 pistil simple

La floraison a lieu en juin-juillet-août.
Le fruit est formé par un seul follicule, velu, contenant des graines noirâtres, arrondies, à rides transversales ondulées, non écailleuses.
La pollinisation se fait par des insectes ayant une langue assez longue pour atteindre le nectar au fond de l'éperon, comme les bourdons. Les étamines arrivent à maturité en premier (protandrie). Lorsqu'elles se flétrissent, elles se penchent et laissent la voie libre pour accéder au pistil qui est alors réceptif.

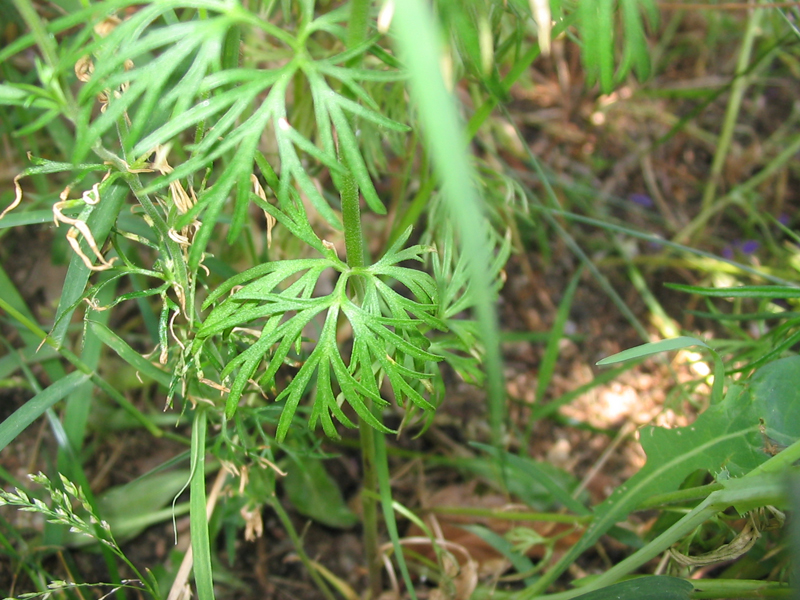
Feuille divisée en lanières.
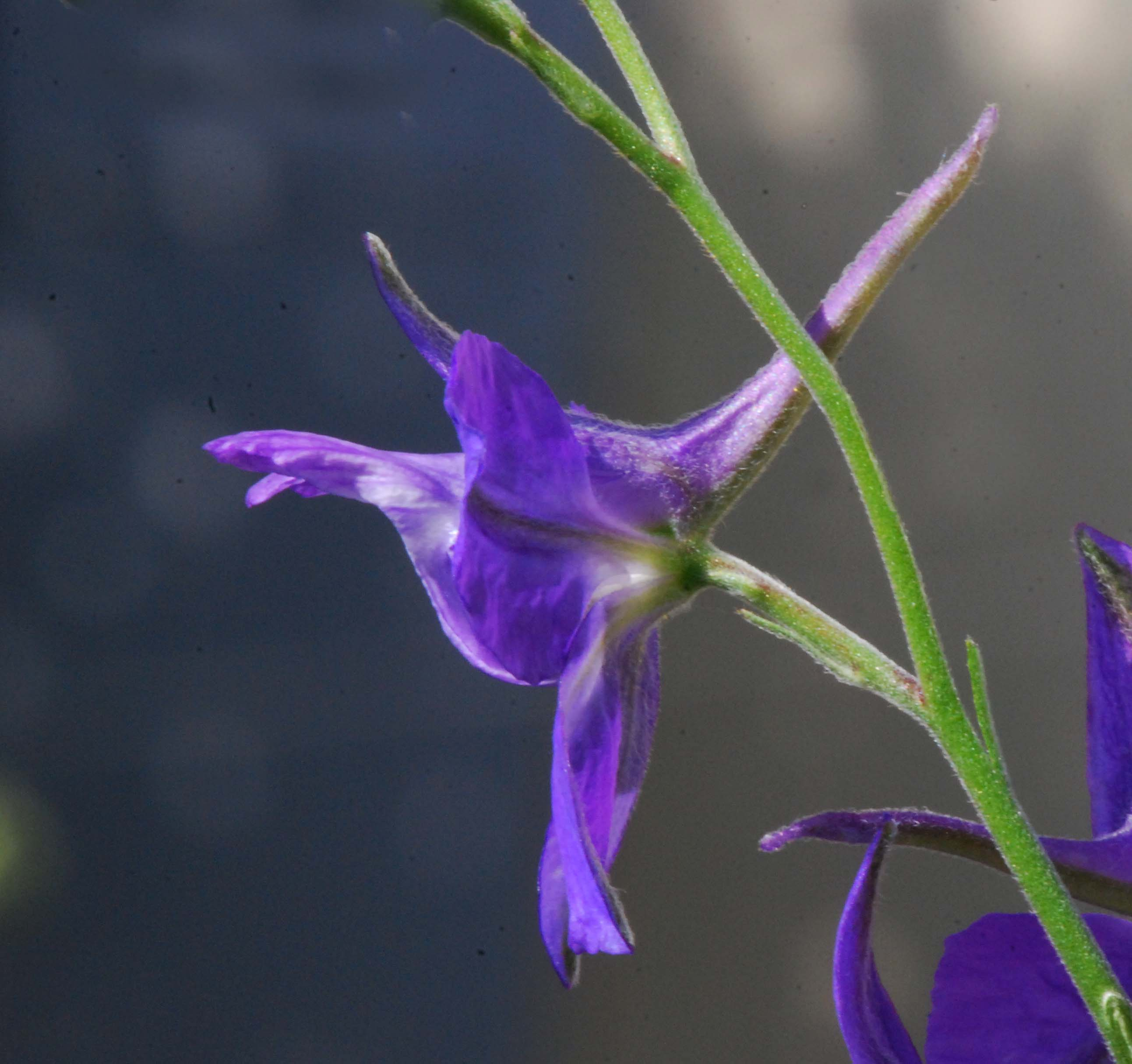
Fleur.
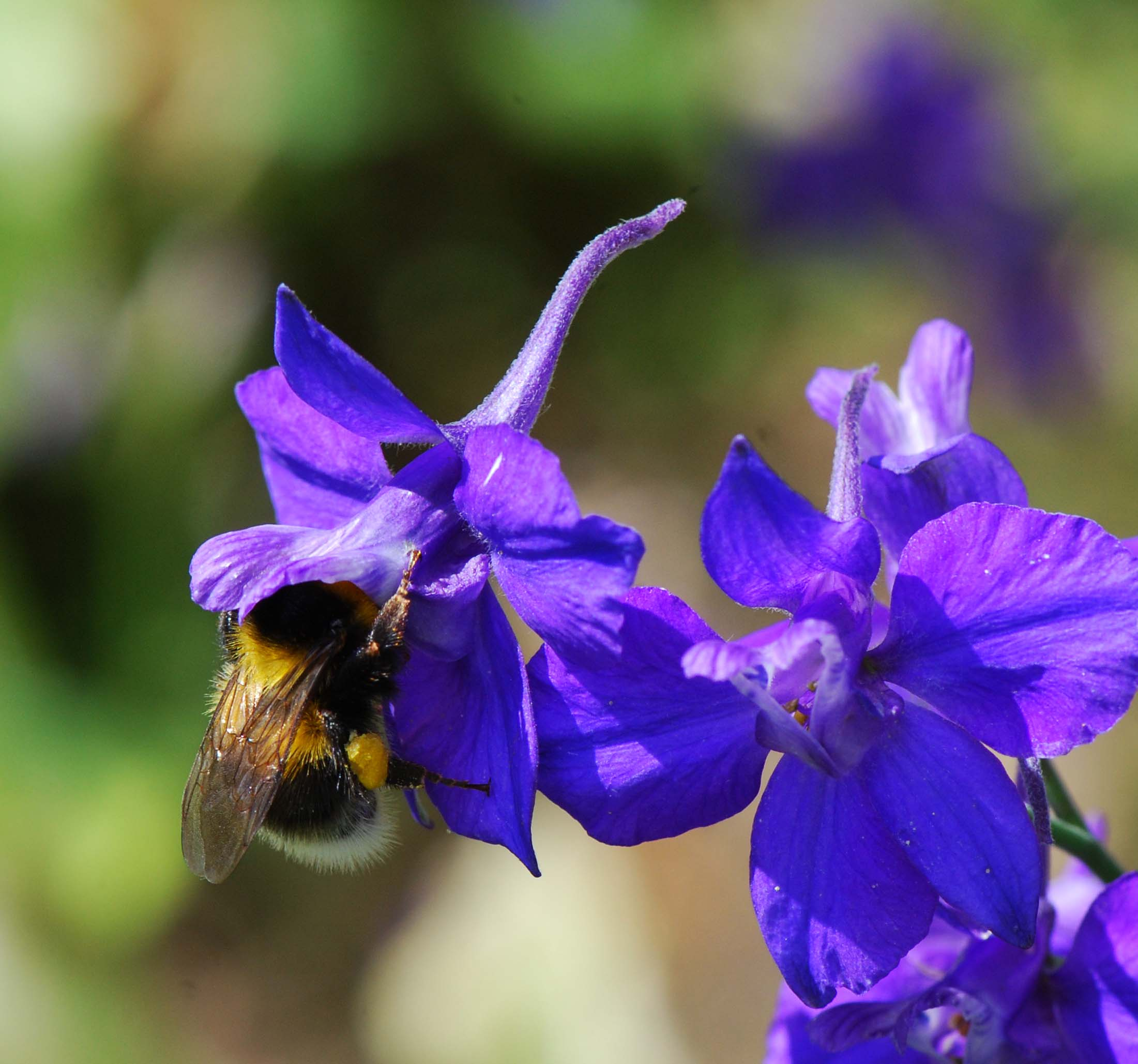
Fleur visitée par un bourdon.
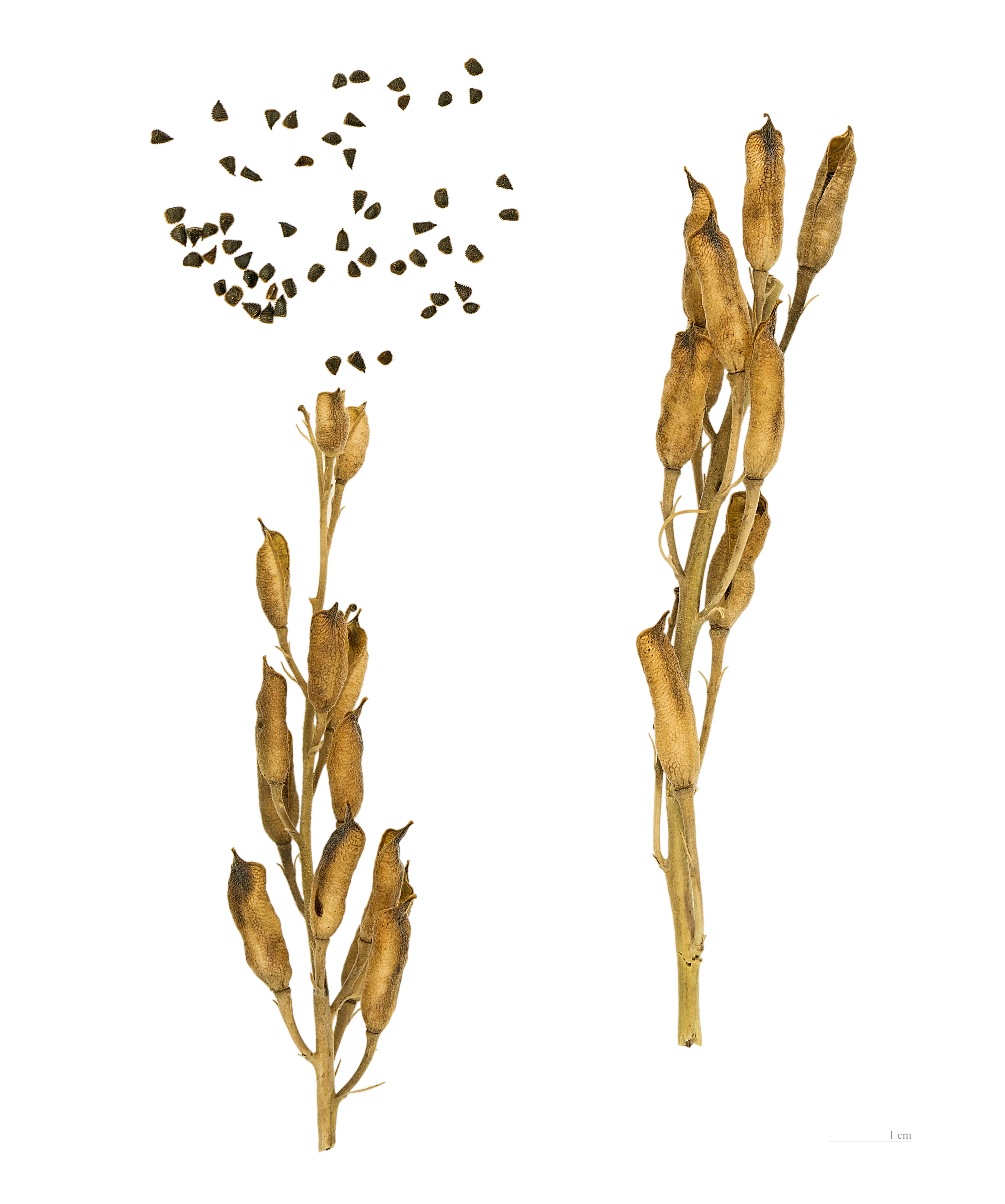
Follicules et graine - MHNT.

## Écologie
Présent dans le Midi, l'Ouest et le Centre de la France, cette dauphinelle se rencontre aussi dans les régions méditerranéennes de l'Europe, de la Turquie et de l'Afrique du Nord ainsi qu'en Asie occidentale.
On la rencontre comme adventice des moissons, dans les terrains vagues, sur le bord des chemins et aux abords des jardins.
Elle est largement cultivée pour l'ornement dans les jardins. Elle est aussi subspontanée ou naturalisée dans les régions tempérées.

## Composition
Consolida ajacis contient des alcaloïdes diterpéniques et norditerpéniques :
ajaconine, dihydroajaconine, delajacine, ajabicine. Ces composés sont toxiques.
Des cas d'intoxication du bétail sont rapportés (plus de bovins que d'ovins ou caprins). Les graines sont les plus toxiques. Les symptômes ressemblent à ceux produits par l'aconit : salivation, vomissements, coliques, convulsions et paralysie.

## Utilisations
- Culture ornementale
- Médicinale
  - Aux États-Unis où la plante est naturalisée, les Cherokee utilisaient Consolida ajacis en infusion pour les problèmes cardiaques[17].
  - La teinture de delphinine est utilisée contre les poux et morpions[18]